# 耶律别古特
耶律别古特（？—1050年），又作别古得，字撒懒，汉名为耶律宗简。辽朝皇子，辽圣宗的第三子，生母不详。
开泰七年（1018年）五月，皇子耶律宗真封梁王，耶律宗元永清军节度使，耶律宗简（耶律别古特）右卫大将军，耶律宗愿左骁卫大将军，耶律宗伟右卫大将军。耶律别古特明敏，善于射箭，太平七年（1027年），遥领彰信军节度使，为王子郎君班详稳。重熙年间，封柳城郡王，官至契丹行宫都部署。重熙十九年（1050年）讨西夏国，督战有功，还军时去世。 